# Marek Geišberg
Marek Geišberg (ur. 4 maja 1982 w Rymawskiej Sobocie) – słowacki aktor.
Ukończył studia w Wyższej Szkole Sztuk Scenicznych w Bratysławie.
W 2012 roku otrzymał nagrodę Slnko v sieti dla najlepszego aktora drugoplanowego za rolę w filmie Dom.
Jest synem Mariána Geišberga.

## Filmografia (wybór)
- 2008: Muzika
- 2011: Dom
- 2012: Konfident
- 2016: Tenkrát v ráji